# Take Penacilin Now
Take Penacilin Now is een compilatiealbum uit 2005, uitgegeven door G7 Welcoming Committee Records op 12 juli. Het album bevat nummers van bij elke band die muziek via het label heeft laten uitbrengen. Het bevat onder andere een nieuw nummer van Propagandhi, niet eerder uitgegeven nummers Randy, The Weakerthans, Greg MacPherson, Submission Hold, Mico, Rhythm Activism, en Hiretsukan, en moeilijk verkrijgbare nummers van Warsawpack, Clann Zú, en Malefaction.

## Nummers
1. "If Assholes Could Fly, This Place Would Be an Airport" - Swallowing Shit
2. "We Conquer" - Warsawpack
3. "An Bád Dubh" - Clann Zú
4. "How Far Are You Willing To Go?" - Bakunin's Bum
5. "Fractured Fairytales" - Consolidated
6. "Democratie" - Submission Hold
7. "Southern Lites" - Greg MacPherson
8. "Name and Address Withheld" - Propagandhi
9. "Halfway State" - Mico
10. "Losing My Mind" - Randy
11. "Korrect" - ...But Alive
12. "Just Between Friends" - I Spy
13. "Prison of Life" - GFK
14. "Real Beauty Cannot Be Photographed" - Malefaction
15. "The Choicelessness Parade" - Che: Chapter 127
16. "Down in the Mines" - Rhythm Activism
17. "Song for Willhelmina Vautrin" - Hiretsukan
18. "Ever Felt Cheated?" - The (International) Noise Conspiracy
19. "My Favourite Power Chords" - The Weakerthans